# Dolno Tjerkovisjte
Dolno Tjerkovisjte (bulgariska: Долно Черковище) är ett distrikt i Bulgarien.   Det ligger i kommunen Obsjtina Stambolovo och regionen Chaskovo, i den södra delen av landet, 230 km sydost om huvudstaden Sofia.
I omgivningarna runt Dolno Tjerkovisjte växer i huvudsak blandskog. Runt Dolno Tjerkovisjte är det glesbefolkat, med 9 invånare per kvadratkilometer.